# Beaux-Arts de Paris

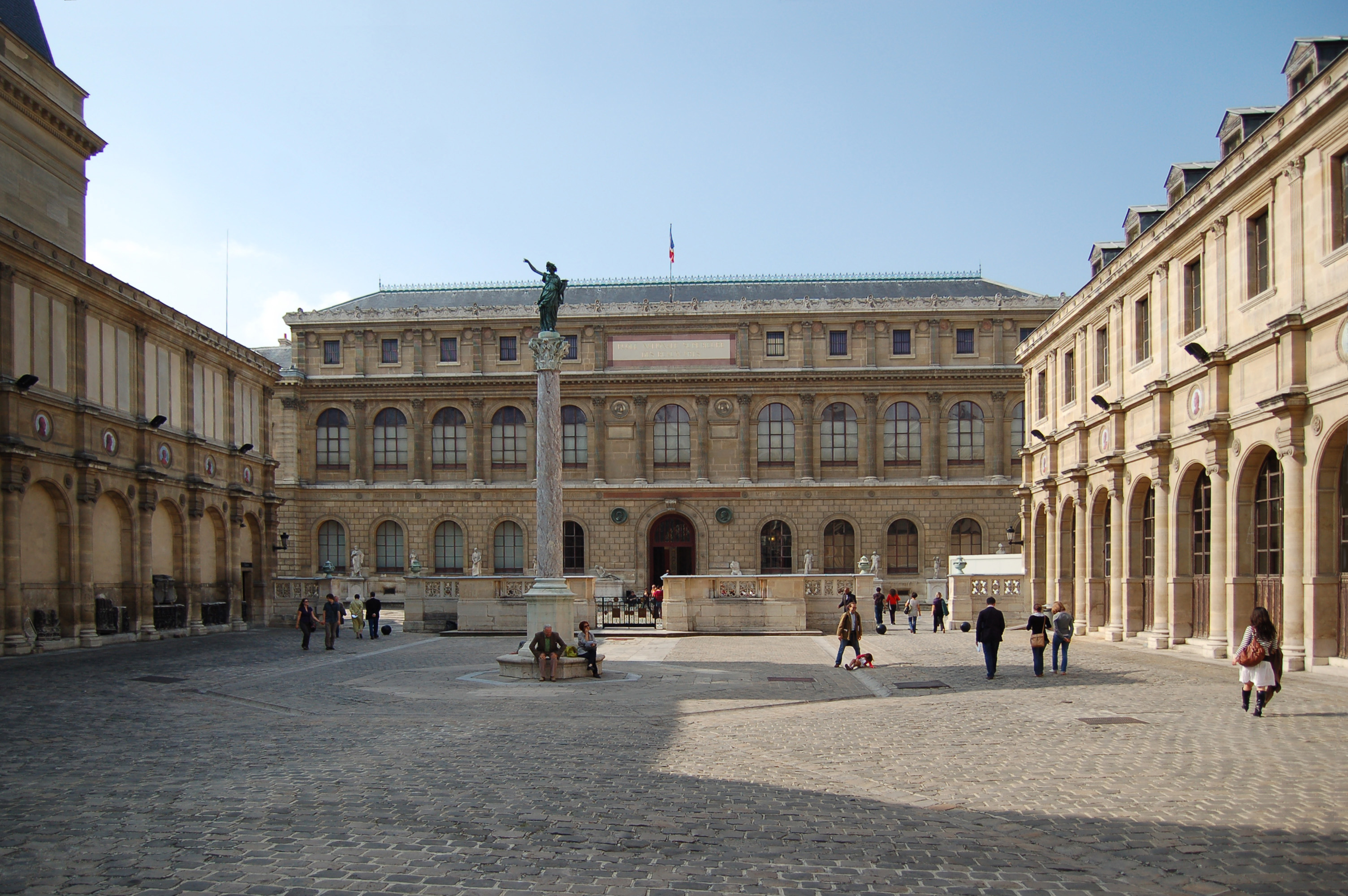
Blick vom Haupteingang der Rue Bonaparte in den großen Hof der ENSBA mit dem Palais des Études im Hintergrund

Beaux-Arts de Paris, formal vollständig École nationale supérieure des beaux-arts de Paris (kurz ENSBA Paris; deutsch Staatliche Hochschule der Schönen Künste Paris; bis 1968 École des Beaux-Arts de Paris), ist ein unter der Schirmherrschaft des französischen Kulturministers stehendes, den Grandes écoles zugerechnetes staatliches Établissement public in Paris. Diese traditionsreichste und berühmteste unter den französischen Hochschulen für bildende Künste ist in dem zentralen Quartier Saint-Germain-des-Prés angesiedelt.
Sie wurde am 20. April 1797 als École spéciale de peinture, de sculpture et d’architecture gegründet, im Jahr 1819 als École royale et spéciale des beaux-arts durch königlichen Erlass offiziell bestätigt und – nach mehrmaligem Namenswechsel – im Jahr 1968 unter ihrer heutigen Bezeichnung in den Rang einer Kunsthochschule erhoben, führt aber ihren eigentlichen Ursprung auf die älteste ihrer Vorgängerinstitutionen zurück: die von der 1648 gegründeten Académie royale de peinture et de sculpture eröffnete École Royale de Peinture et de Sculpture.
Die ENSBA Paris bietet mehreren hundert Studierenden neben der Vermittlung von fachspezifischen Kenntnissen ein breitgefächertes Spektrum an künstlerisch ausgerichteten praktischen und theoretischen Studienfächern an. Aus dem seit 1968 von der ENSBA abgesonderten Fachbereich Architektur gingen die heute für diesen Bereich zuständigen Écoles nationales supérieures d’architecture hervor.

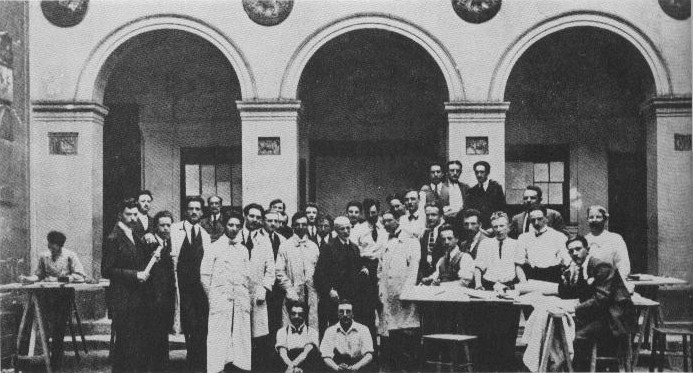
Die Klasse eines Ateliers 1921

## Standort
Die Einrichtungen, die sich über ein Gelände von etwa zwei Hektar erstrecken, nehmen den Standort des früheren Augustinerklosters Couvent des Petits-Augustins ein, dessen Kapelle erhalten blieb. Sie sind über den Haupteingang in der Rue Bonaparte zugänglich. Die vorteilhafte Lage im Stadtzentrum an der Rive Gauche der Seine am nördlichen Saum des Quartiers Saint-Germain-des-Prés ermöglicht es, den in direkter Nachbarschaft angesiedelten Louvre, der sich jenseits des Flusses erhebt, in wenigen Minuten zu Fuß zu erreichen.

## Geschichte der Gebäude

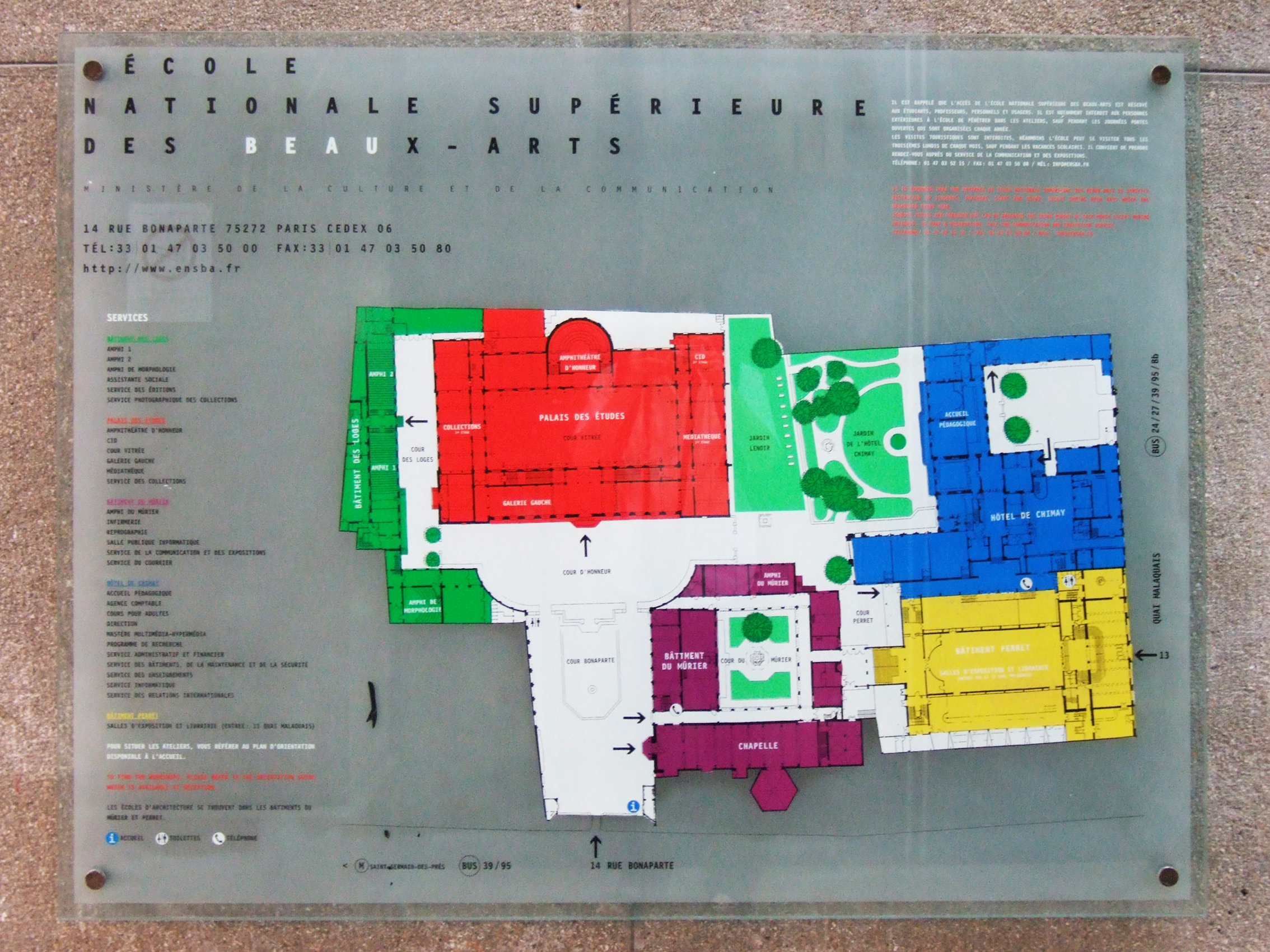
Gebäudeplan der ENSBA

Die ENSBA besteht aus einer Vielzahl von Gebäuden, von denen die meisten vom 17. bis 19. Jahrhundert errichtet wurden, einige andere im 20. Jahrhundert.

### Kapelle der Petits-Augustins
Das älteste Gebäude ist die Kapelle der Petits-Augustins, die aus dem 17. Jahrhundert stammt.
Hier entstand durch Königin Margot und später Katharina von Médici eine der ersten Kunstsammlungen in Paris. Während der Französischen Revolution wurden in der Kapelle Kunstschätze gelagert,
um sie vor Zerstörung zu schützen, so zum Beispiel die Gräber der französischen Könige aus der Kathedrale von Saint-Denis. 1795 eröffnete Alexandre Lenoir dort mit dem Musée des Monuments français das erste öffentliche Museum Frankreichs. Es enthielt einige der bedeutendsten Skulpturen des Landes. Nach der Schließung des Museums im Jahr 1816 wurde dieser Ort der Kunsthochschule zugewiesen. Unzählige Teile der Sammlung sind aber noch heute dort zu sehen, wie zum Beispiel eine Reihe von Kopien der berühmtesten Skulpturen.

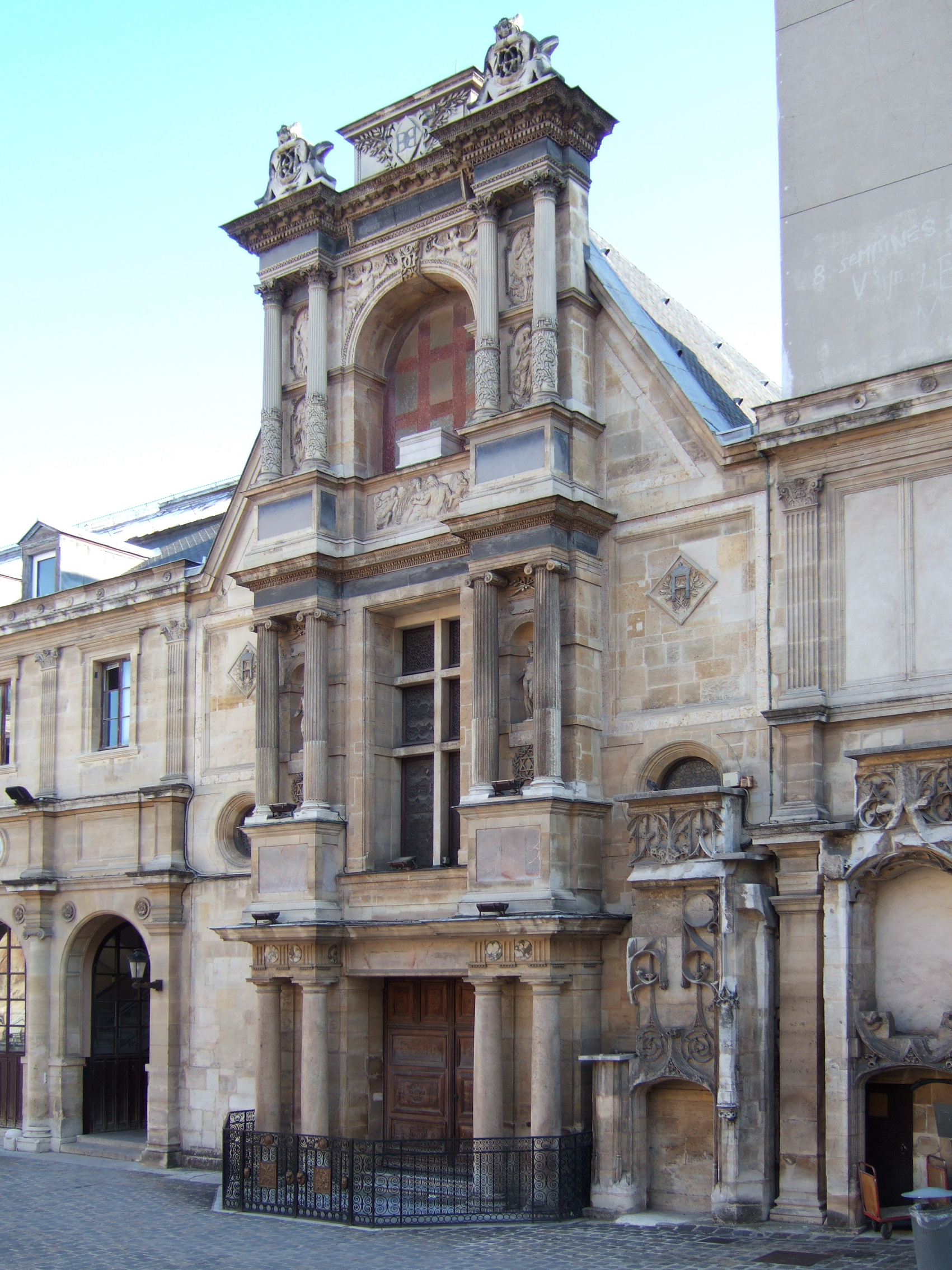
Außenansicht
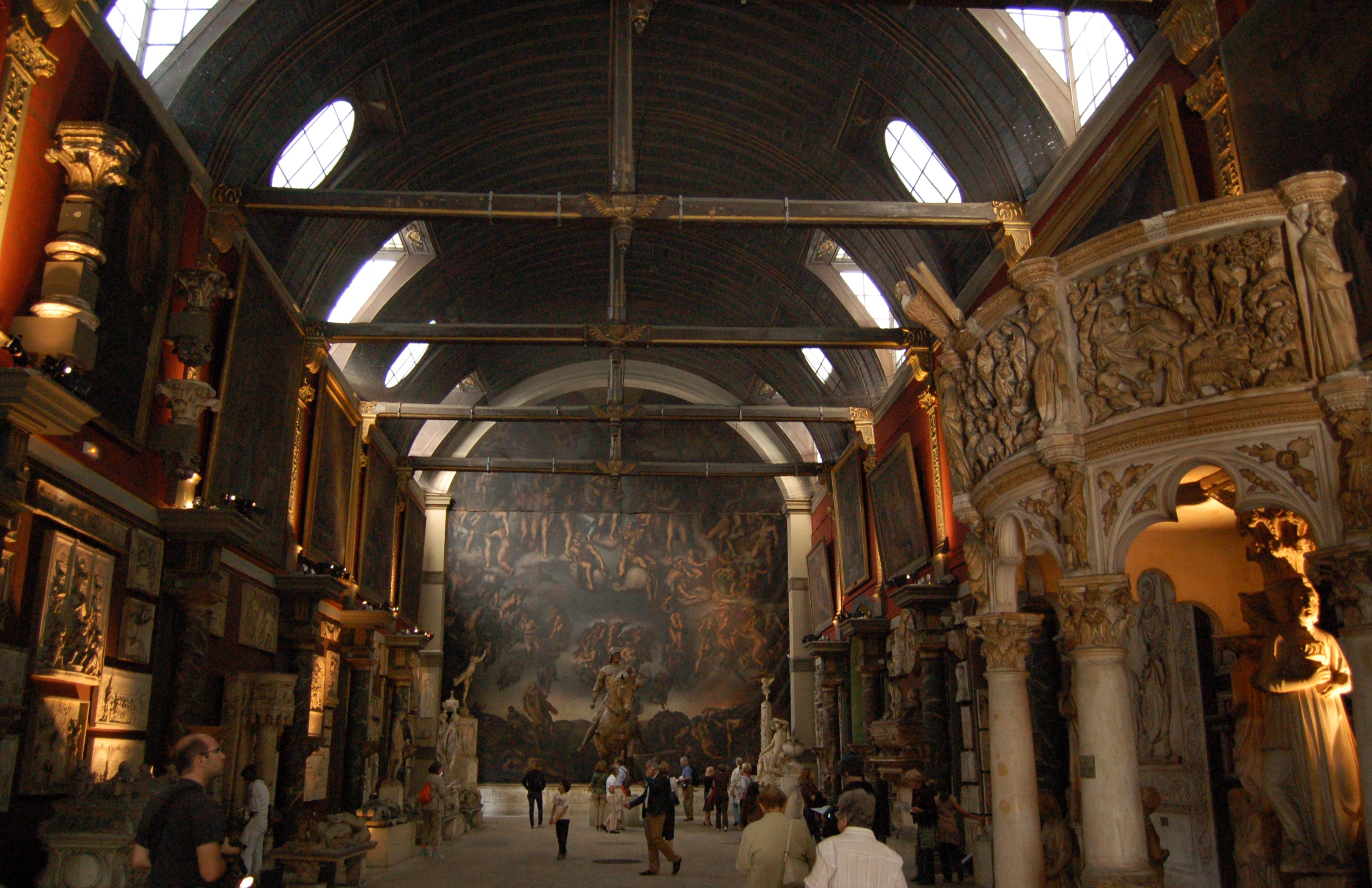
Innenansicht
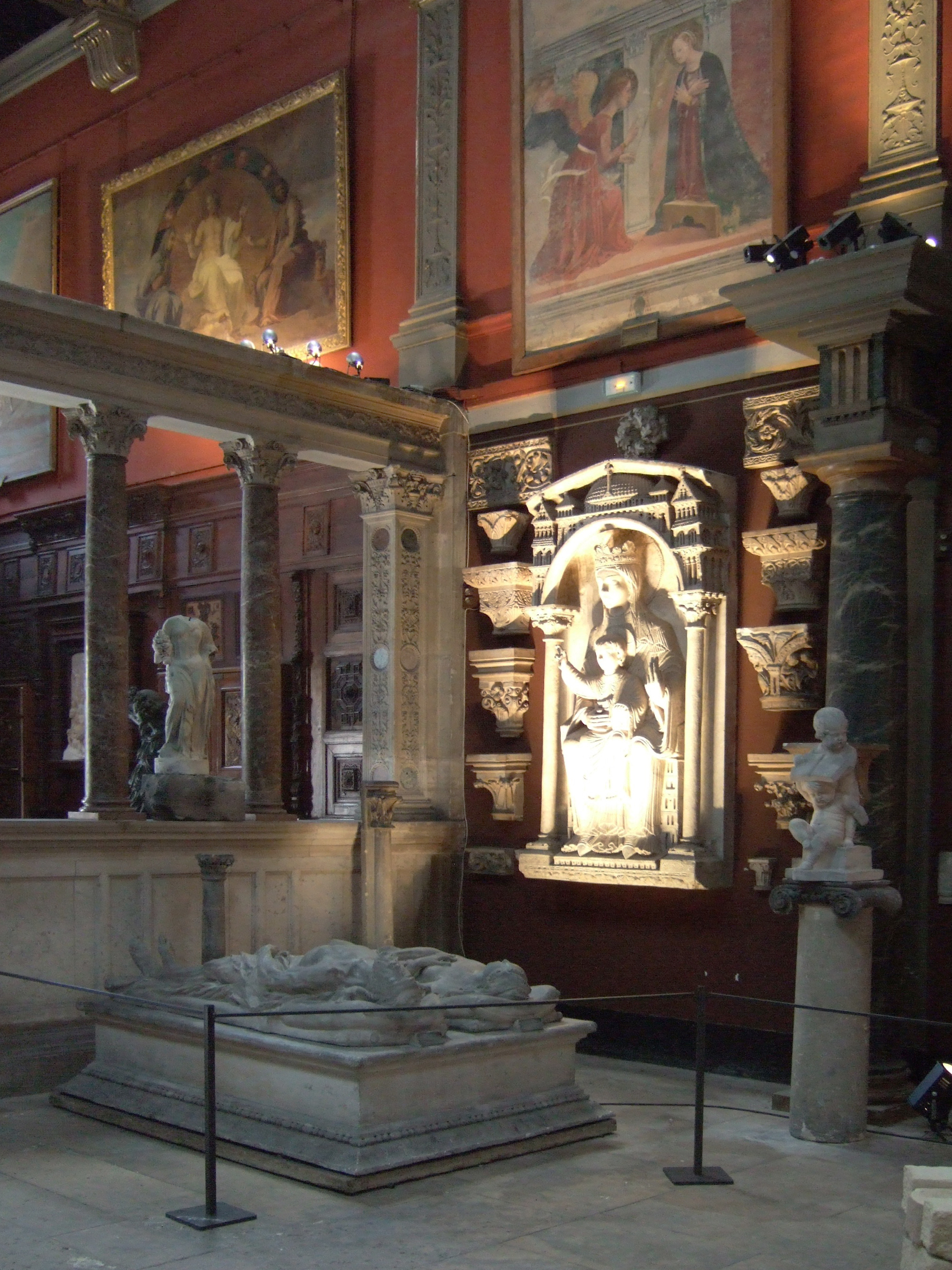
Detailansicht

### Bâtiment des Loges, Palais des Études und Hôtel de Chimay
Weitere Gebäude der Kunsthochschule sind das Bâtiment des Loges, in dem die Aufnahmeprüfungen stattfinden, der Palais des Études, das in Anlehnung an florentinische Stadtpaläste von Félix Duban entworfene Hauptgebäude und das Hôtel de Chimay, ein später in den Campus eingefügtes benachbartes Stadtpalais.

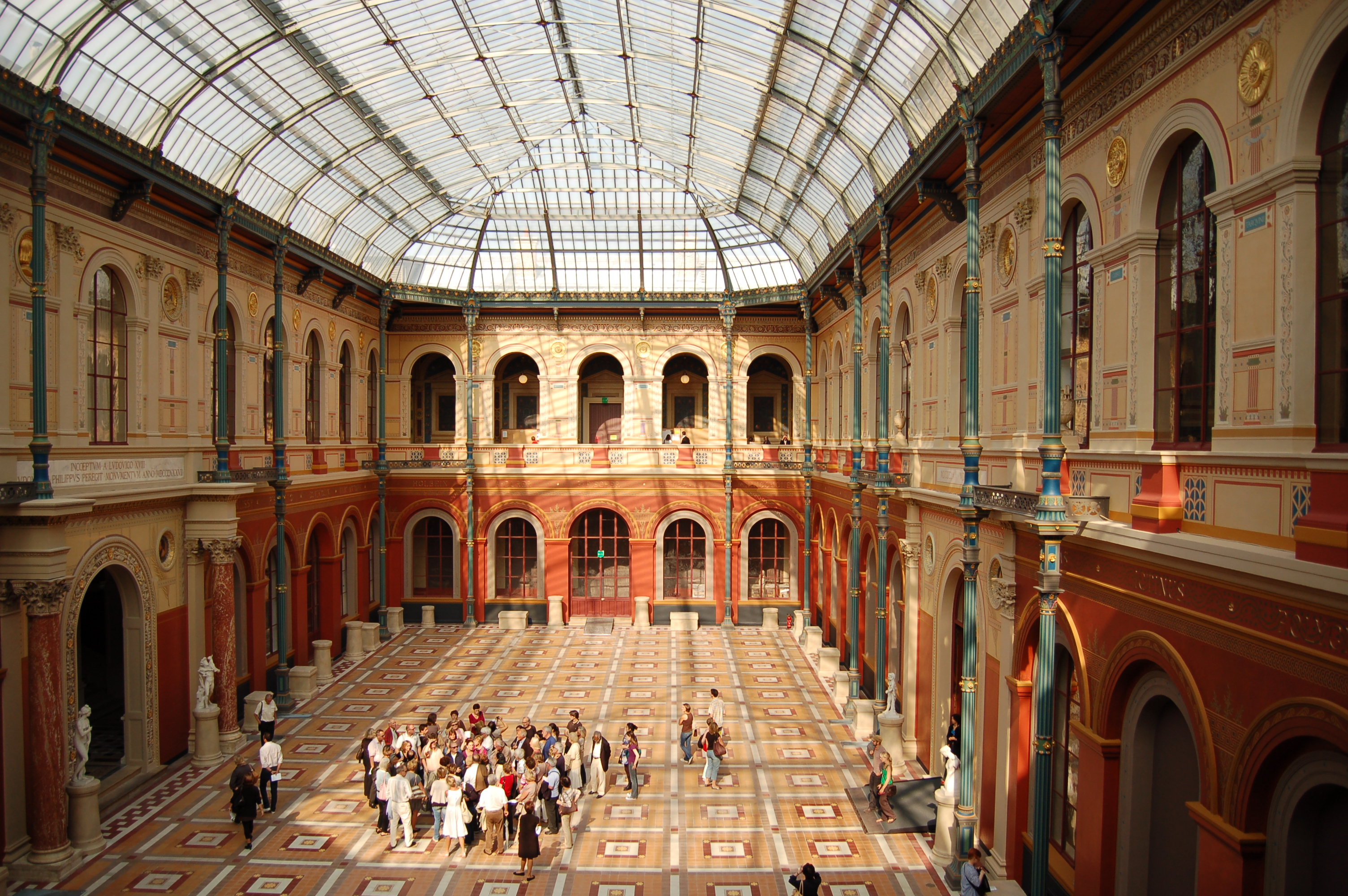
Überdachter Innenhof (Cour vitrée)
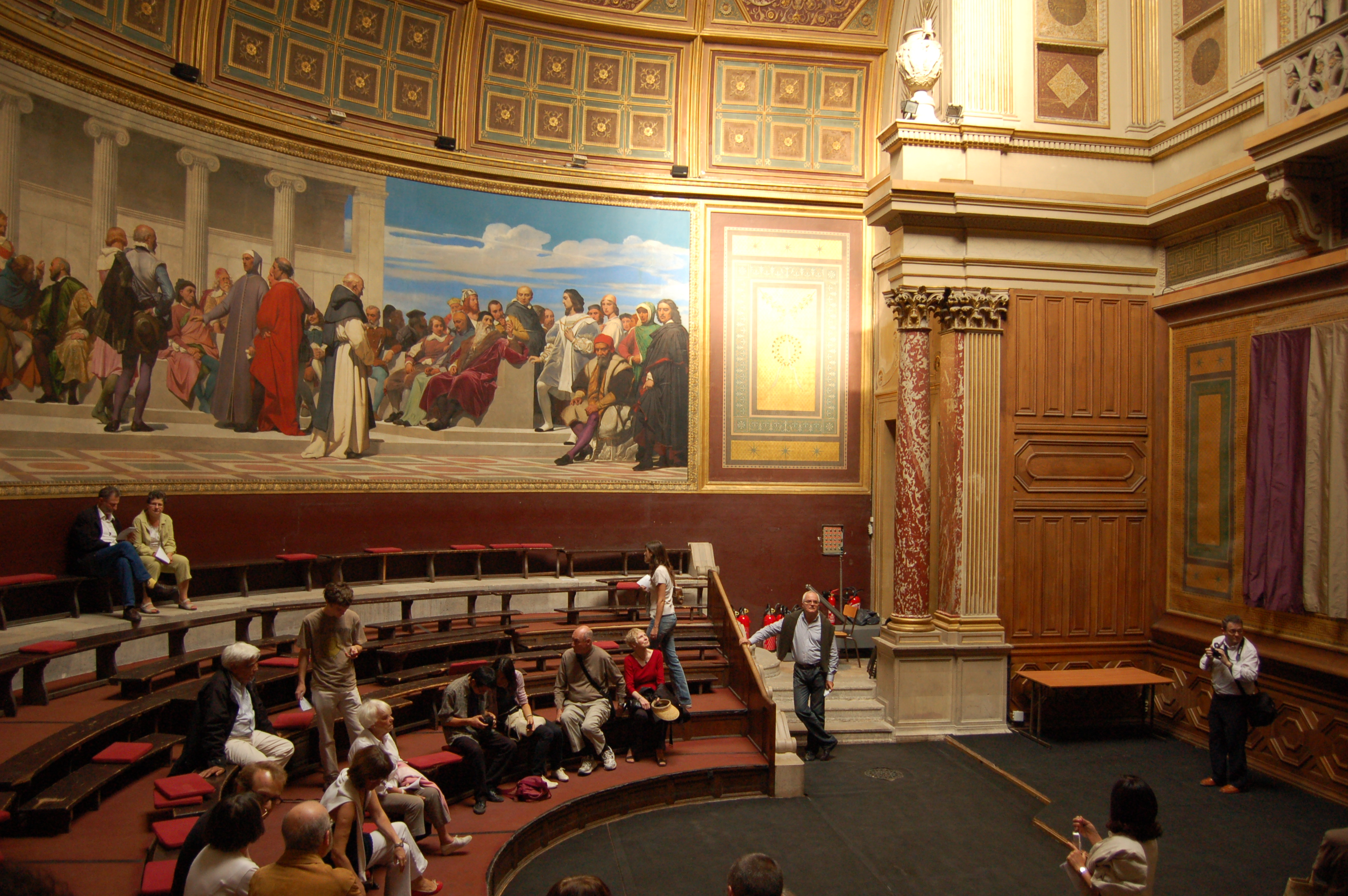
Das „Amphitheater“
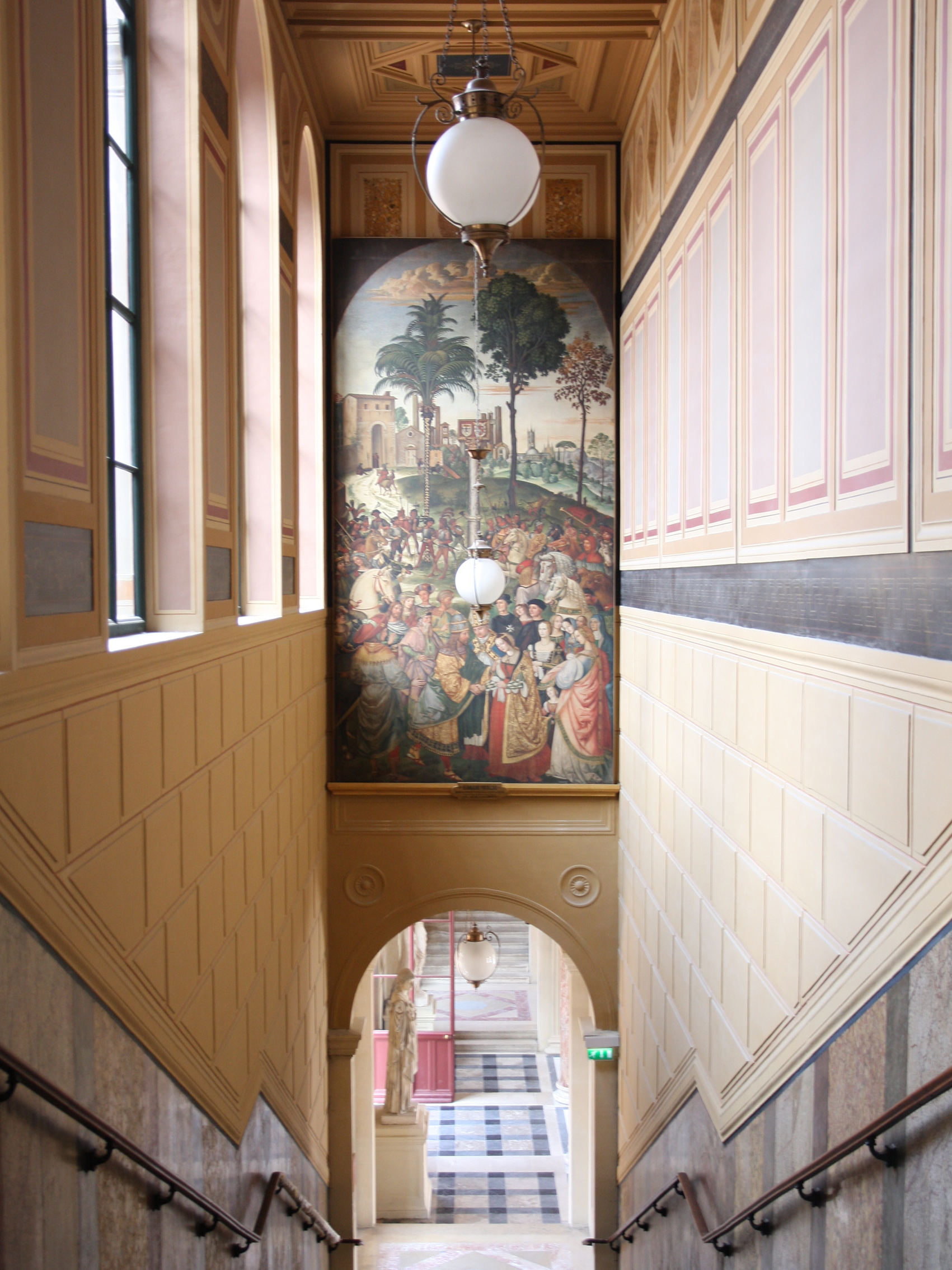
Aufgang zu den Archiven im Palais des Études
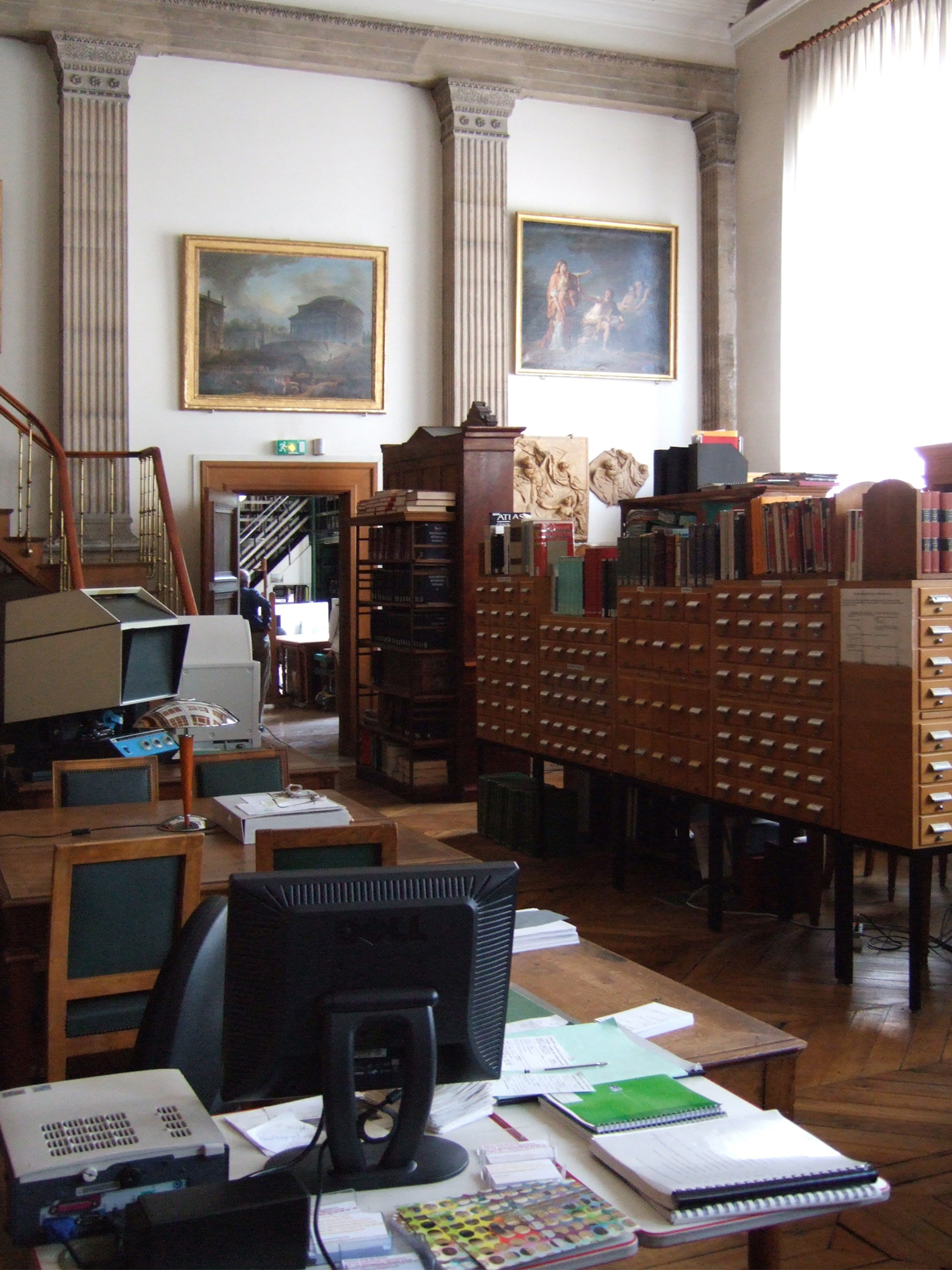
Das Archiv im Palais des Études
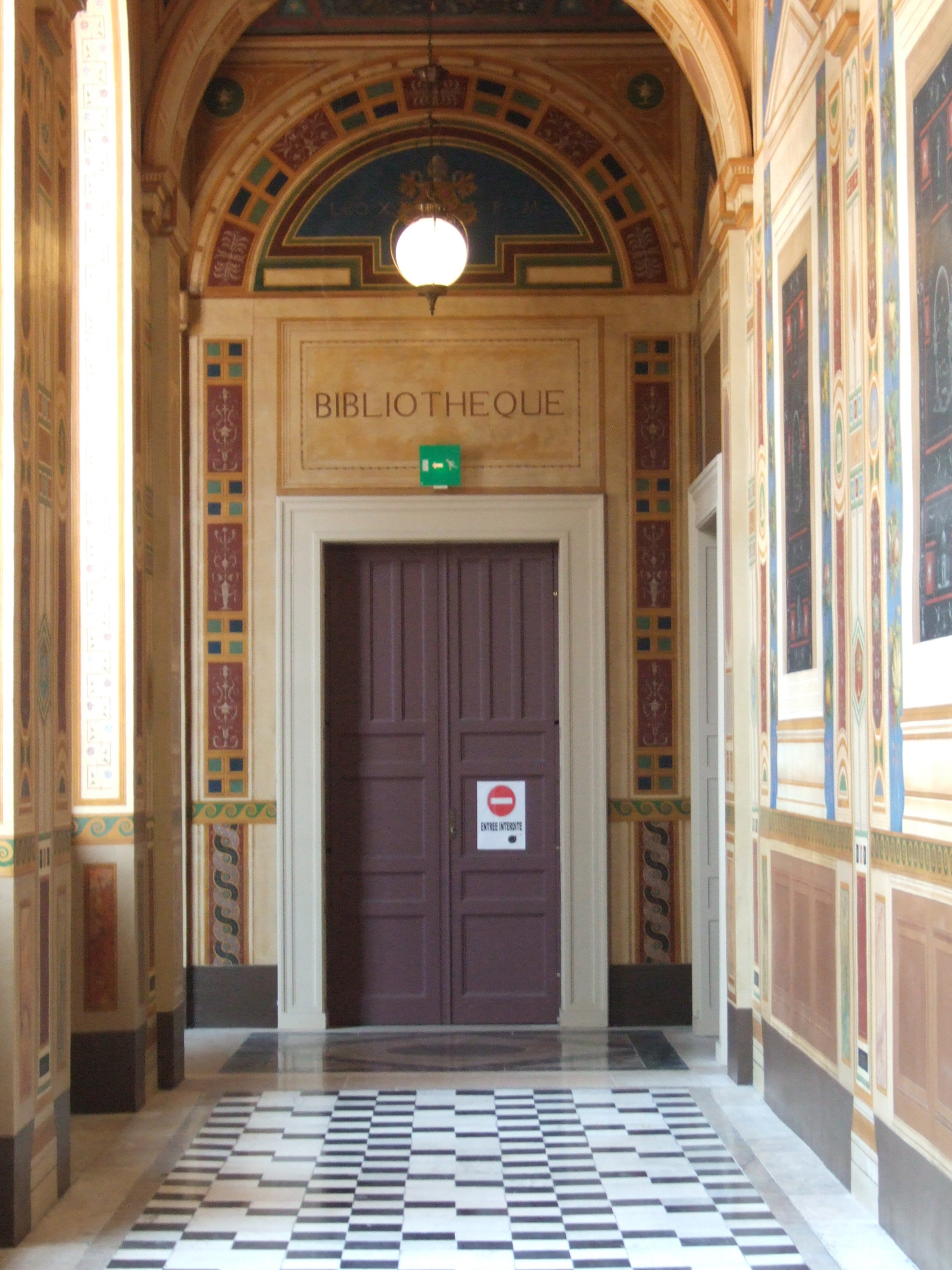
Eingang zur Bibliothek im Palais des Études

### Cour du Mûrier
Ursprünglich war die École nationale supérieure des beaux-arts ein Kloster: das Couvent des Petits-Augustins. In dessen alter Umfriedung hatte der Archäologe Alexandre Lenoir einen chinesischen Maulbeerbaum gepflanzt, welcher diesem Innenhof seinen Namen gab. 1836 wandelte der französische Architekt Félix Duban die Umfriedung in ein antikes, von Arkaden umrandetes Atrium um. Während des Zweiten Kaiserreichs ließ Duban die Wände bemalen und stellte Kopien von antiken Skulpturen auf.

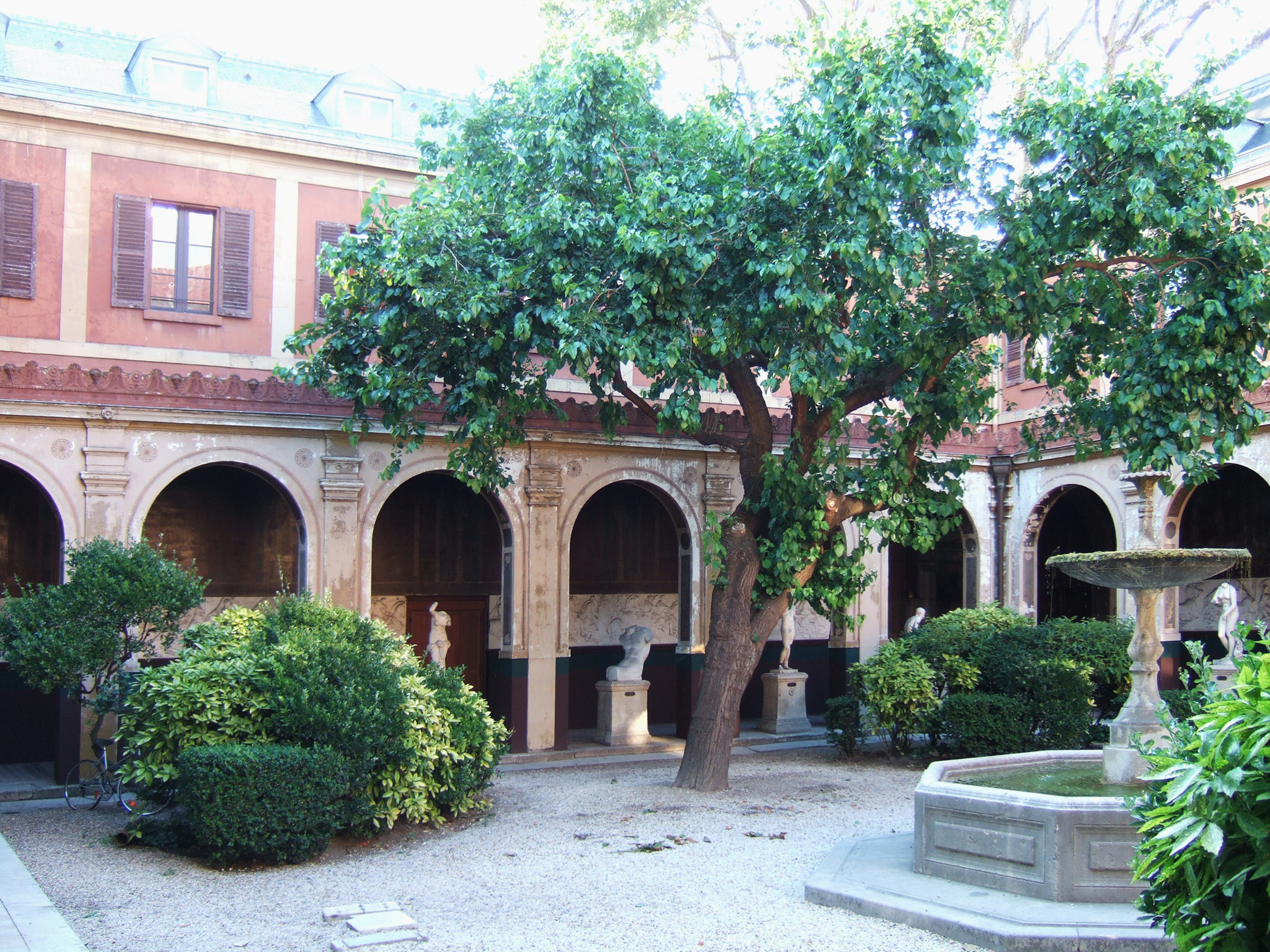
Cour du Mûrier
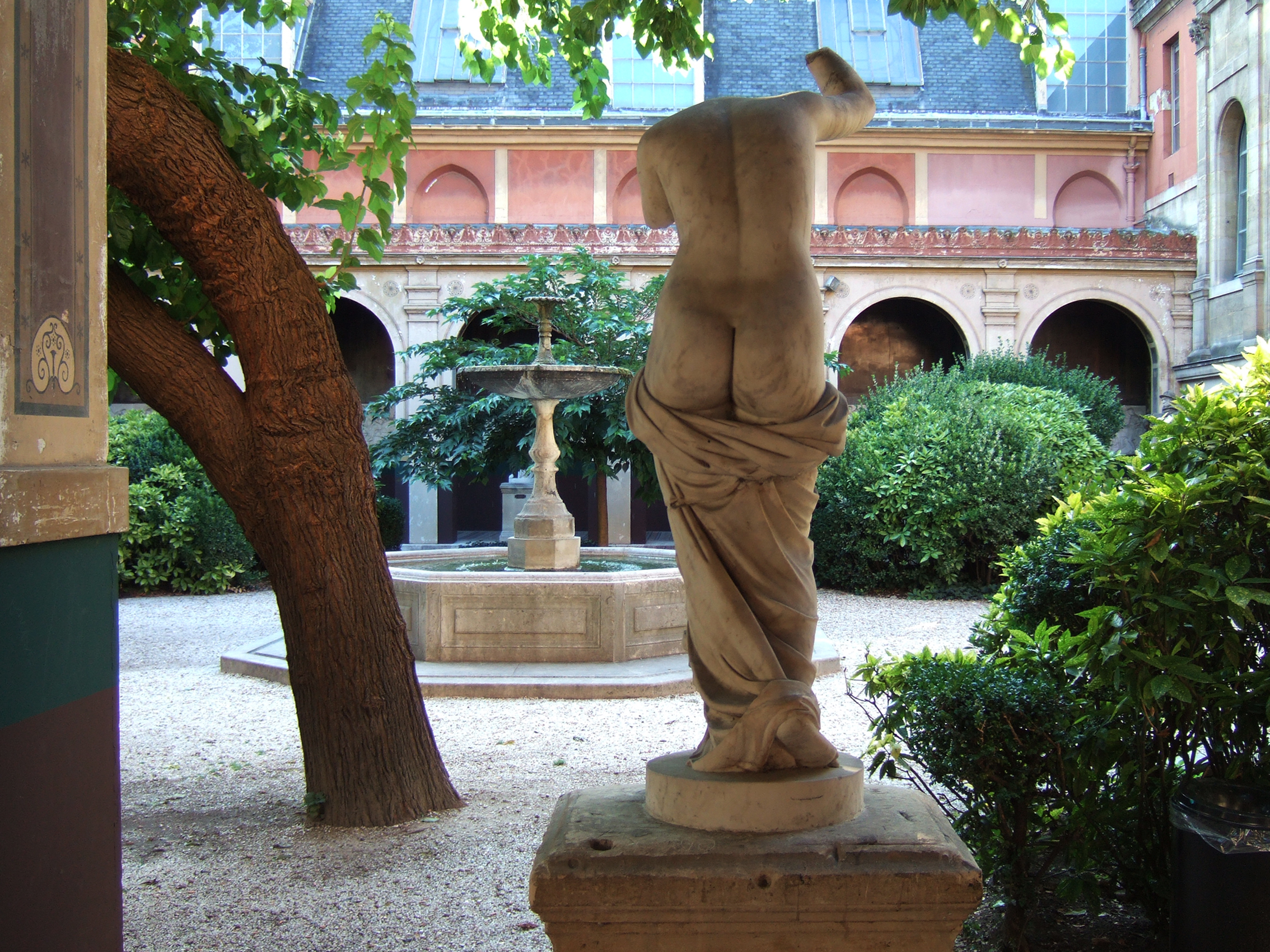
Cour du Mûrier
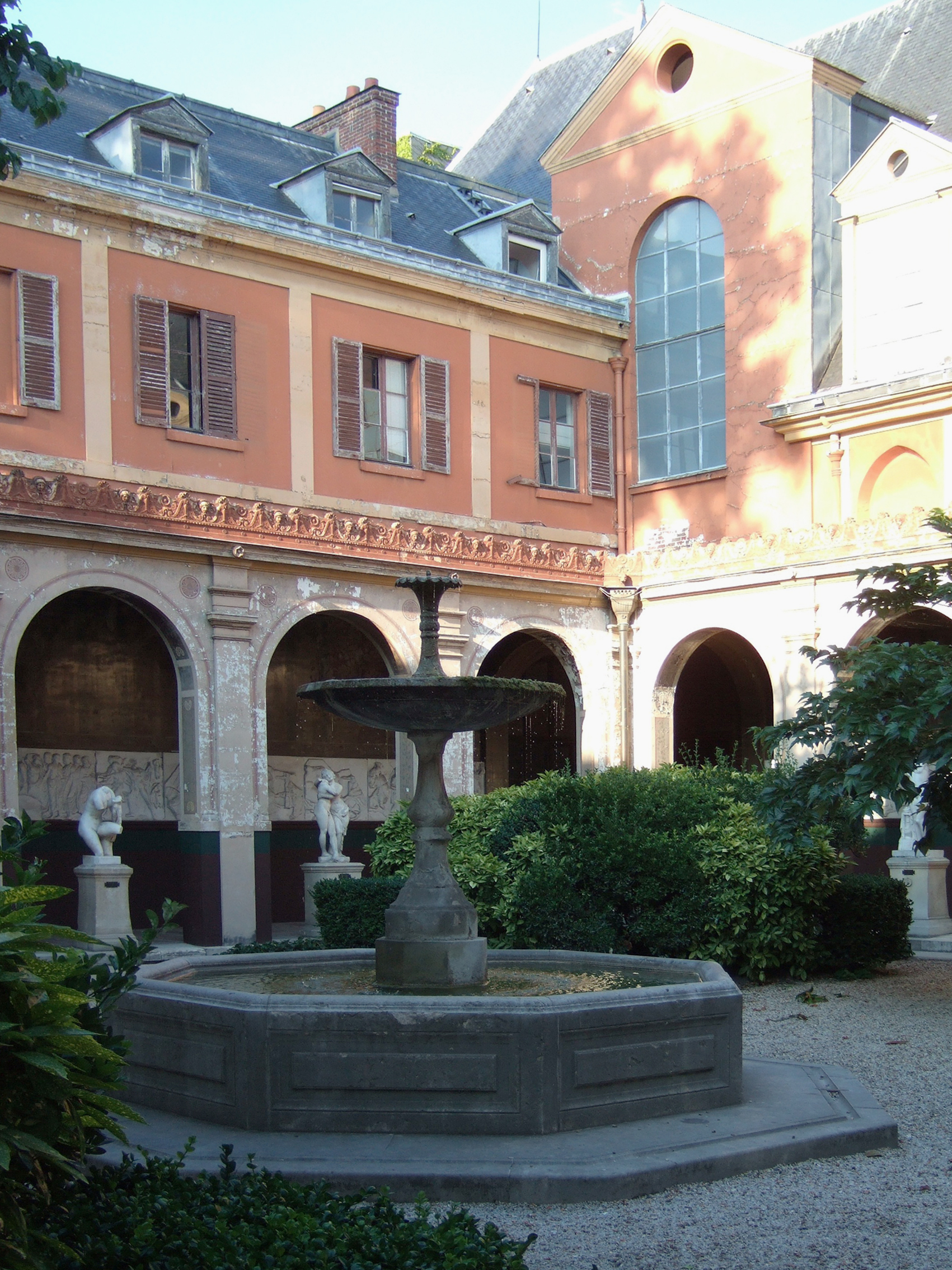
Cour du Mûrier
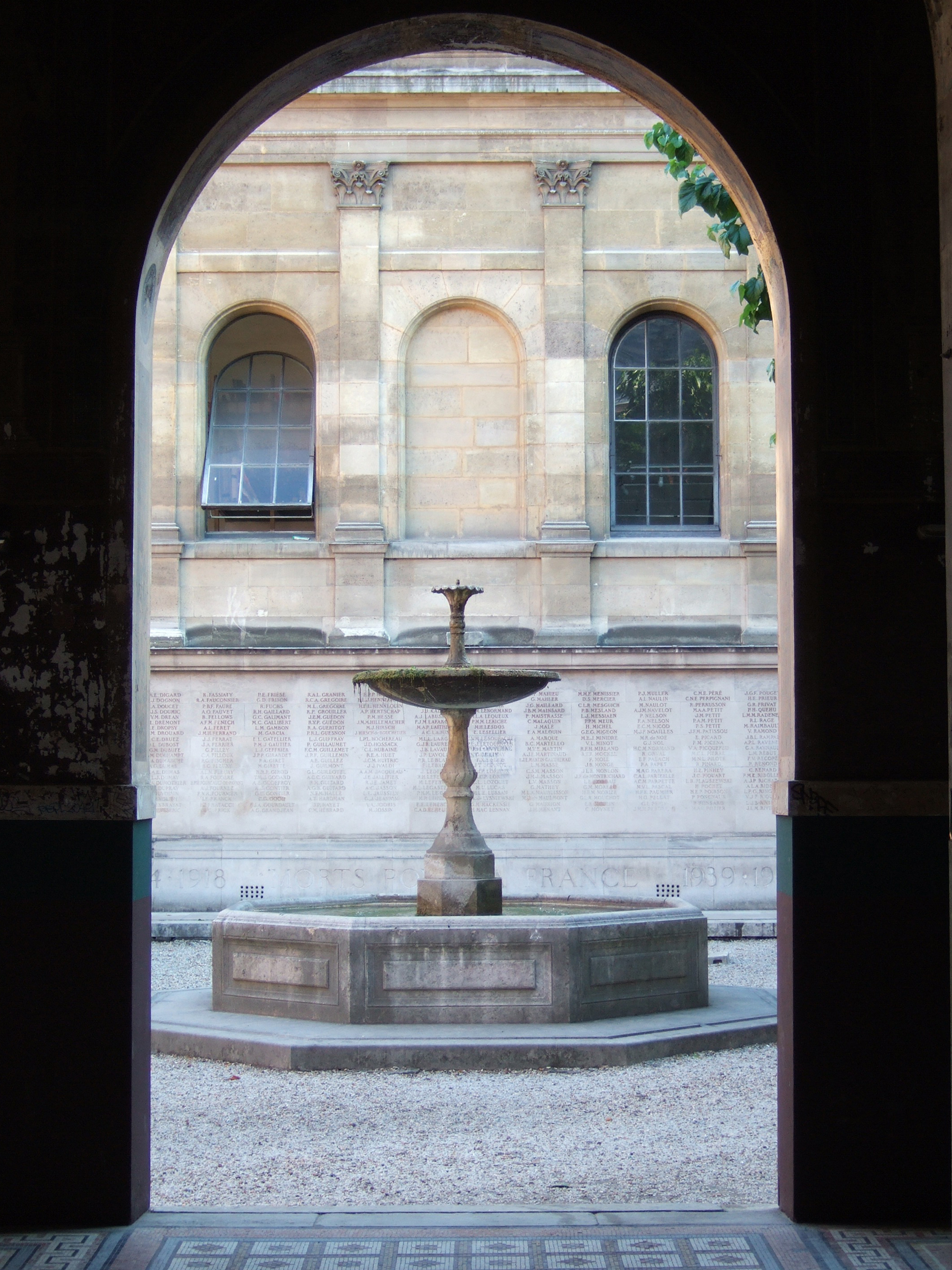
Cour du Mûrier, Detail
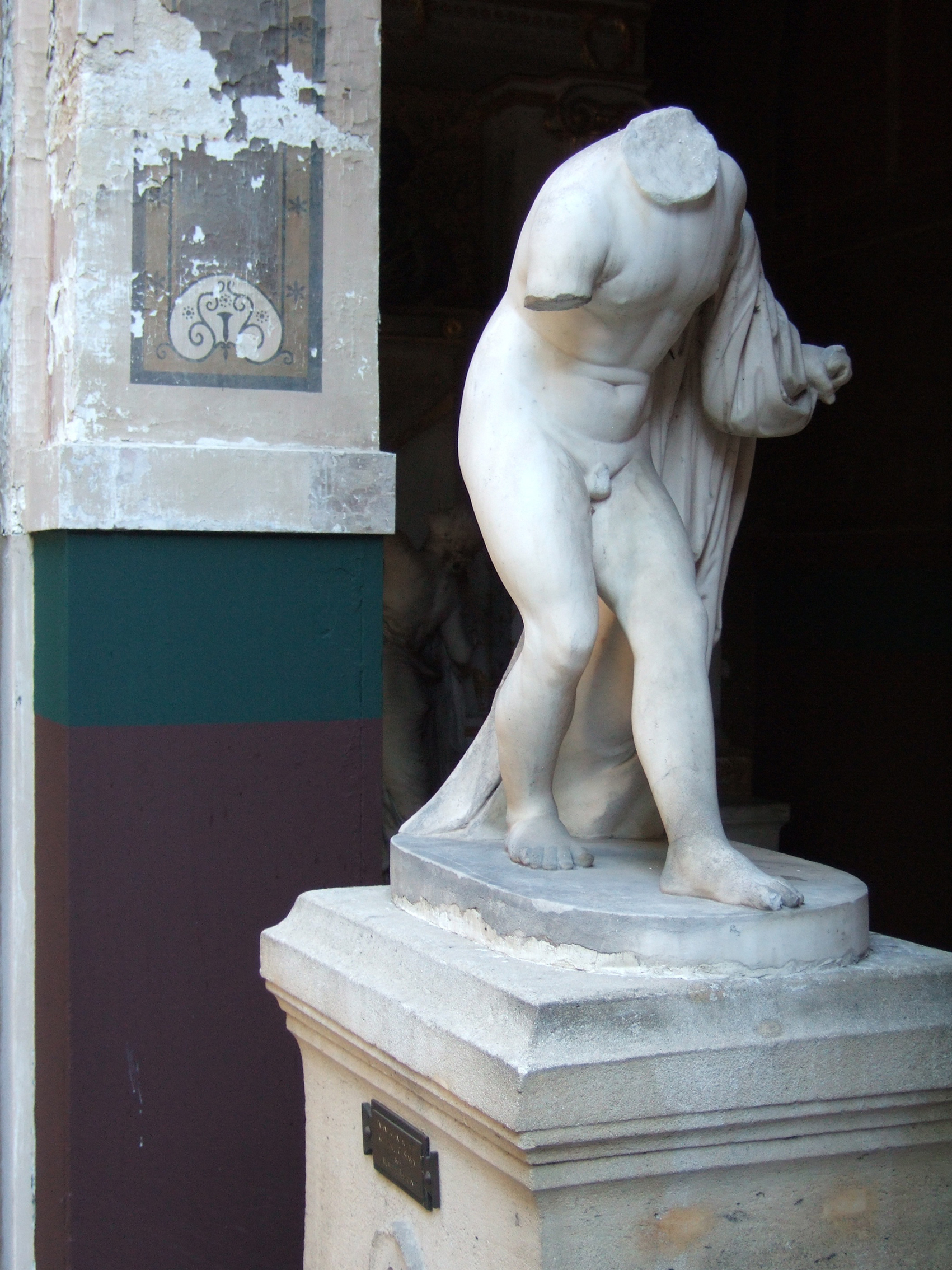
Cour du Mûrier, Detail
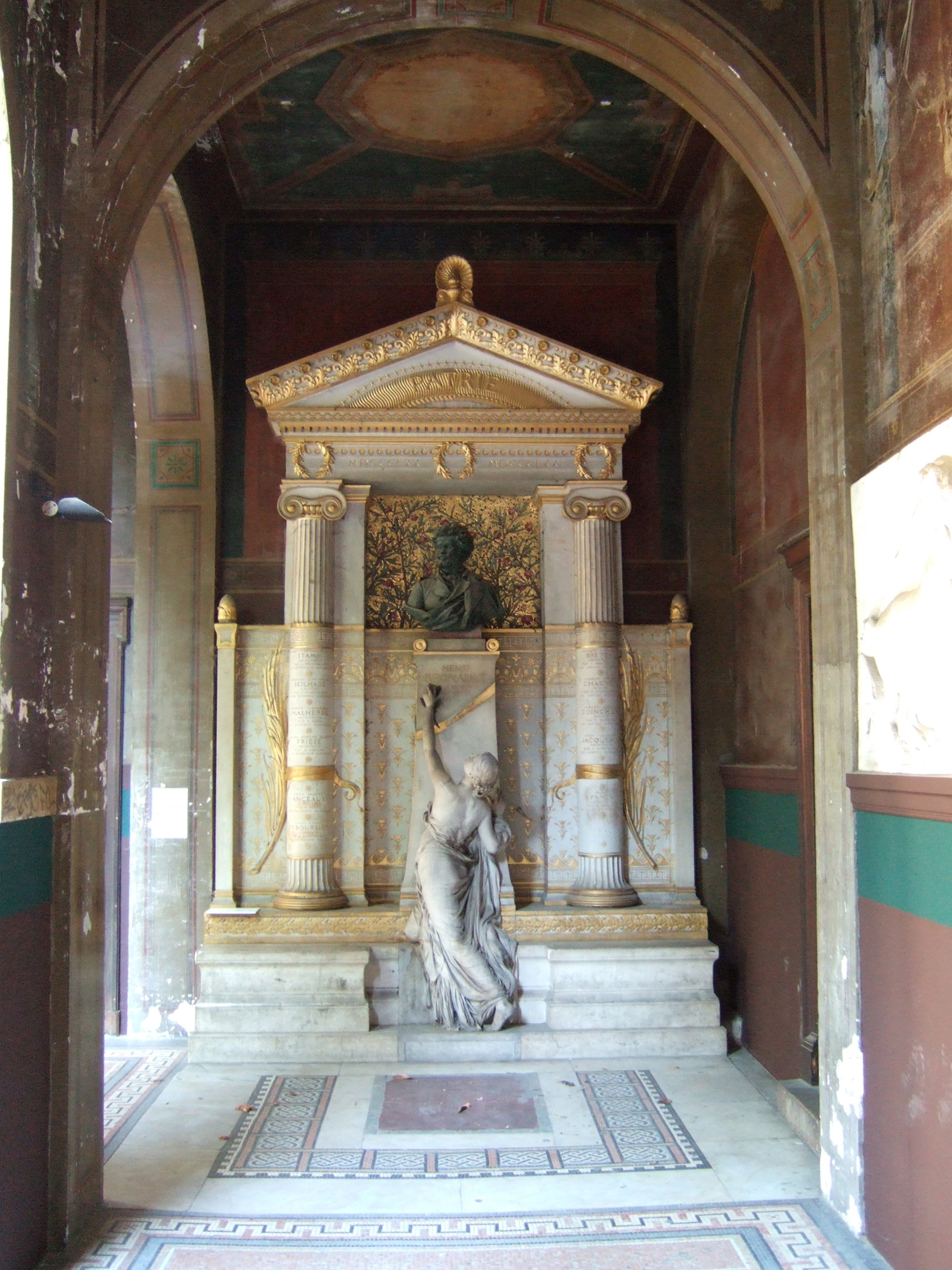
Cour du Mûrier, Detail

## Organisation der Hochschule

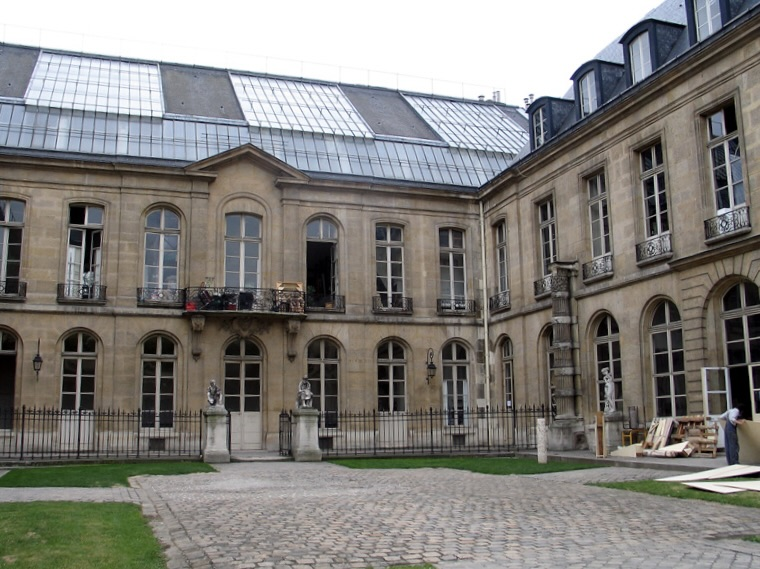
Das Hôtel de Chimay mit den Ateliers an der Eingangsseite am Quai Malaquais

Die École nationale supérieure de beaux-arts de Paris ist in Ateliers unterteilt, in denen zwischen 10 und 20 Studierende aus unterschiedlichen Semestern arbeiten. Die meisten anderen französischen Kunsthochschulen ähneln eher einer Schule mit unterschiedlichen Fächern und Stundenplänen. Am Ende eines jeden Jahres wird der Preis der Freunde der Schönen Künste verliehen (Le Prix des Amis des Beaux-Arts). Die Freunde der Kunsthochschule sind eine Vereinigung aus Galeristen und Kunstsammlern.
Nach drei Jahren wird nach erfolgreich bestandener Prüfung das Diplôme national d’art plastique, kurz DNAP (in etwa „Nationales Diplom für bildende Kunst“) ausgehändigt. Letzteres entspricht einem Bachelor of Arts.
Im vierten Jahr ist entweder ein Praktikum (in einer Kunstgalerie, einem Museum, bei einem etablierten Künstler etc.) oder ein Auslandssemester zu absolvieren. Die ENSBA unterhält Partnerschaften zu Kunsthochschulen und Akademien aus der ganzen Welt, beispielsweise dem berühmten Hunter College oder Cooper Union in New York, CalArts in Los Angeles, der Musashino Art University in Tokyo, oder dem Instituto Superior de Arte, Havanna.
Am Ende des fünften Jahres finden die großen Diplomprüfungen statt zur Erlangung des Diplôme national supérieur d’art plastique, kurz DNSAP (dt. in etwa: Staatliches Hochschuldiplom für bildende Kunst), welches einem Master-of-Arts-Abschluss entspricht.

## Mediathek
Die Mediathek im Palais des études ist ein Dokumentationszentrum für zeitgenössische Kunst. Sie wurde 1989 gegründet und vergrößert seitdem ständig ihren Bestand an Büchern, Ausstellungskatalogen, Künstlermonografien, französischen und ausländischen Kunstzeitschriften, audiovisuellen Dokumenten, Dokumentationen der Arbeiten der Studenten. Der Zutritt ist in der Regel den Studenten und Professoren und den Alumni der Kunsthochschule vorbehalten. Kunstwissenschaftler, Kritiker und Künstler können unter bestimmten Voraussetzungen Zugang zur Mediathek erhalten.

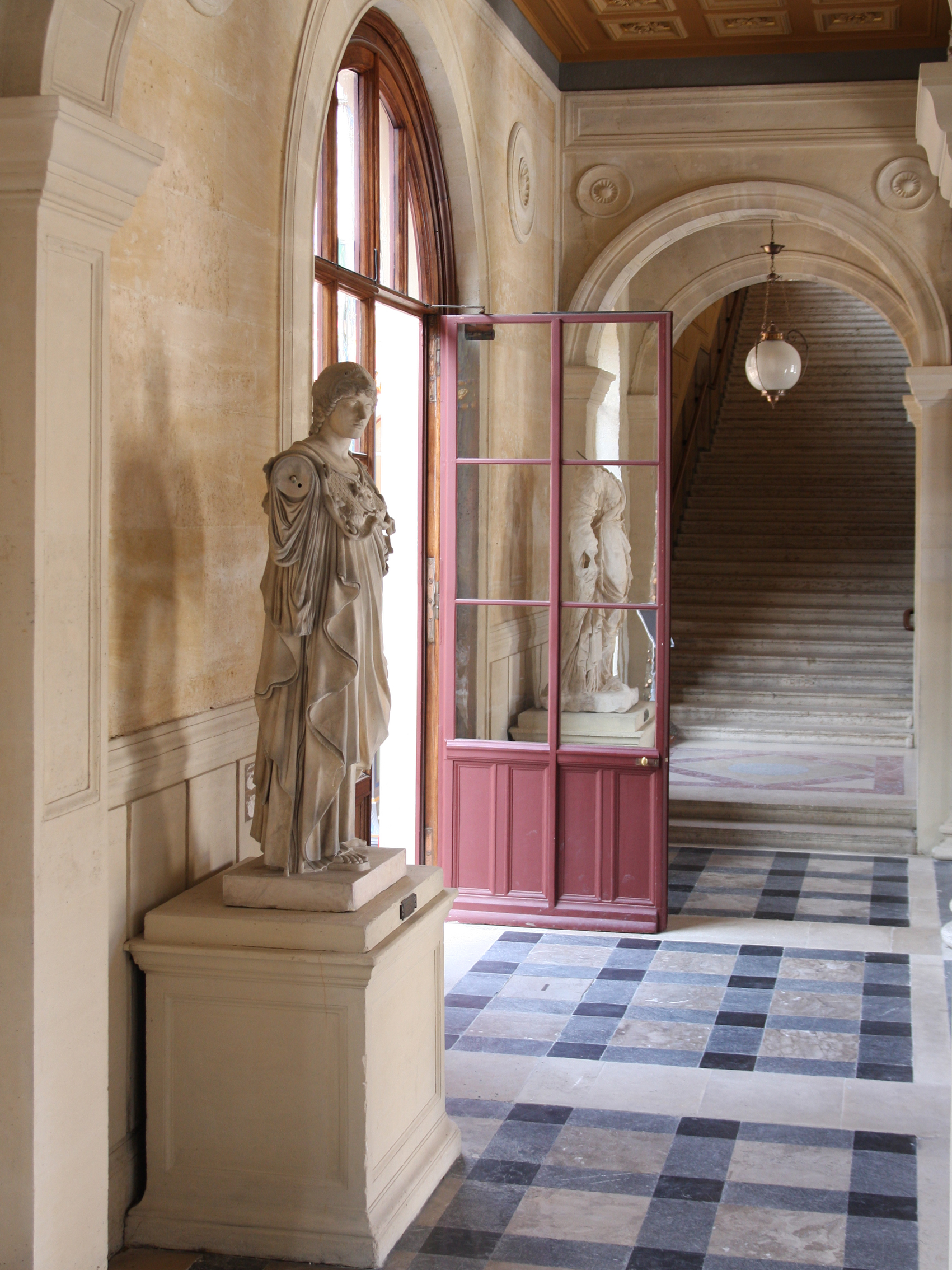
Aufgang zur Mediathek im Palais des Etudes
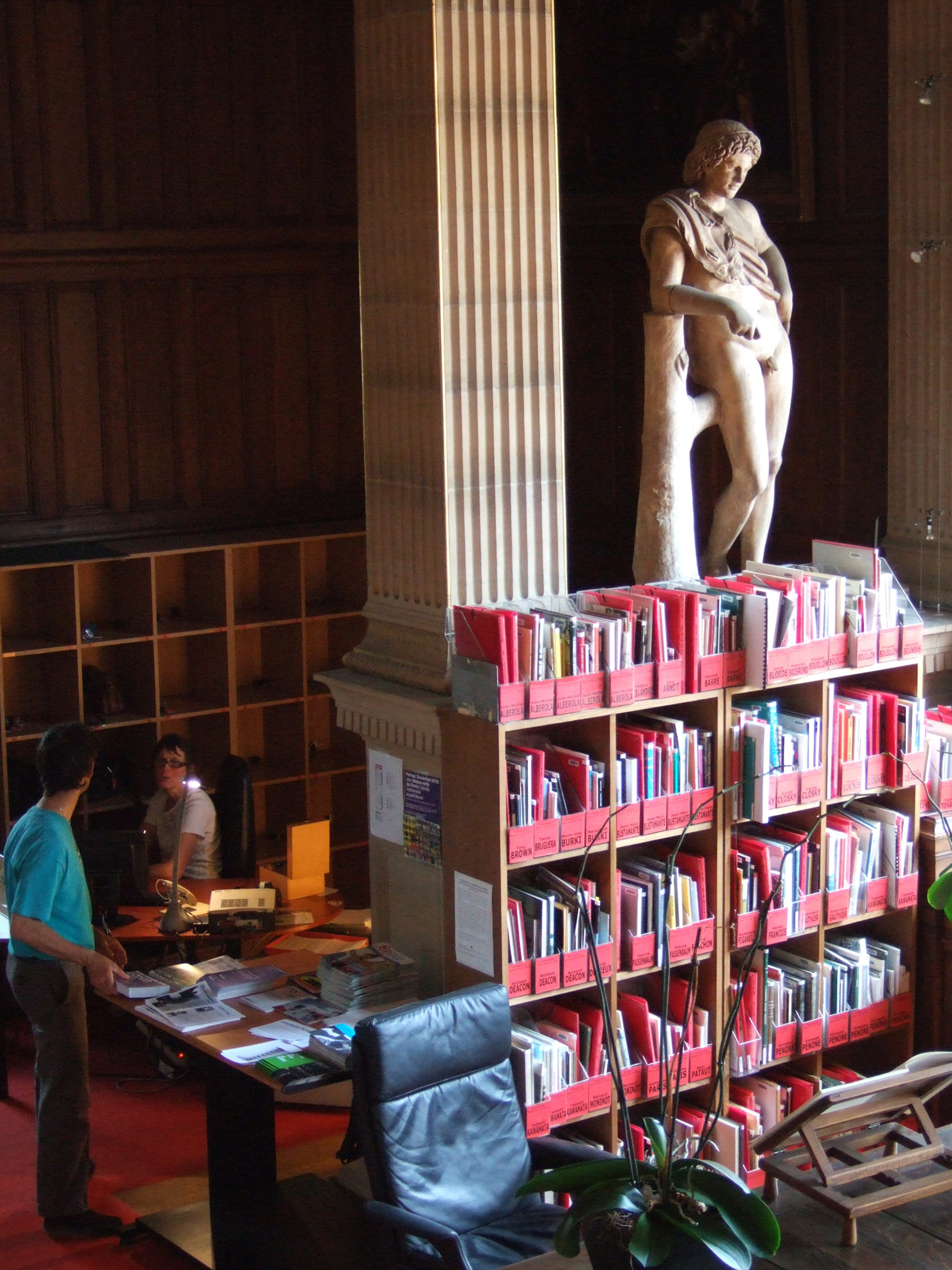
Die Mediathek
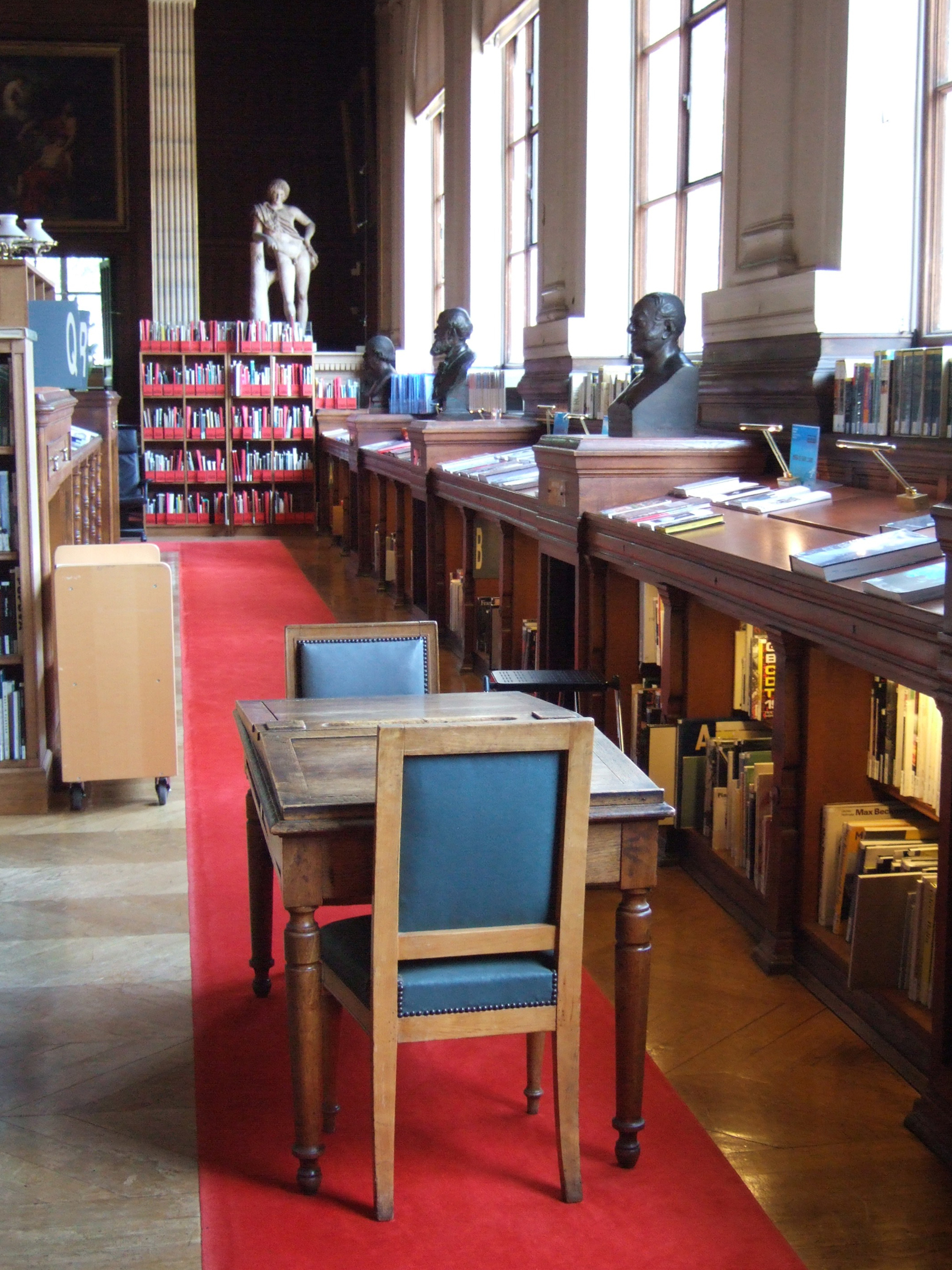
Die Mediathek

## Persönlichkeiten

### Professoren (November 2015)
Theorie
| - Pierre Alferi (1963–2023) - Jacques Aumont (* 1942) - Pierre Bergounioux (* 1949) - Alain Bonfand (* 1957) - Jean-François Chevrier (* 1954) | - Daniel Dobbels (* 1947) - Elie During (* 1972) - Maurice Godelier (* 1934) - Danièle Hibon - Monique Jeudy-Ballini | - Guitemie Maldonado (* 1971) - François-René Martin (* 1965) - Patricia Ribault (* 1976) - Didier Semin (* 1954) - Clélia Zernik |

Praxis
| - Pascale Accoyer (* 1975) - Jean-Michel Alberola (* 1953) - Patrice Alexandre - Götz Arndt (* 1962) - Philippe Bennequin (* 1954) - Jérémy Berton (* 1986) - James Blœdé (* 1950) - François Boisrond (* 1959) - Wernher Bouwens (* 1969) - Tony Brown (* 1952) - Tania Bruguera (* 1968) - Marie-José Burki - Jean-Marc Bustamante (* 1952) - Elsa Cayo - Claude Closky (* 1963) | - Philippe Comar (* 1955) - Hélène Delprat - Tim Eitel (* 1971) - Patrick Faigenbaum (* 1954) - Syvie Fanchon - Dominique Figarella (* 1966) - Michel François (* 1956) - Dominique Gauthier (* 1953) - Gilgian Gelzer (* 1951) - Ann Veronica Janssens (* 1956) - Tadashi Kawamata (* 1953) - Aurélie Pagès (* 1975) - Guillaume Paris (* 1966) - Marc Pataut (* 1952) | - Bernard Piffaretti (* 1955) - Éric Poitevin (* 1961) - Philippe Renault (* 1961) - James Rielly (* 1956) - Anne Rochette (* 1957) - Emmanuel Saulnier (* 1952) - Julien Sirjacq (* 1974) - Valérie Sonnier (* 1967) - Nathalie Talec (* 1960) - Djamel Tatah (* 1959) - Pascale Marthine Tayou (* 1967) - Patrick Tosani (* 1954) - Fabrice Vannier - Jean-Luc Vilmouth (1952–2015) |

- siehe auch Kategorie:Hochschullehrer (ENSBA Paris)

### Absolventen (Auswahl)
| - Paul Abadie (1812–1884) - Amand Louis Bauqué (1851–1903) - Jean Bazaine (1904–2001) - Jean Béraud (1849–1935) - Emile Bernard (1868–1941) - Lucienne Bloch (1909–1999) - William Adolphe Bouguereau (1825–1905) - Yves Brayer (1907–1990) - Bernard Buffet (1928–1999) - Paul de Castro (1882–1940) - Yves Chaudouët (* 1959) - Chen Zhen (1955–2000) - Geneviève Claisse (1935–2018) - Alfred Cluysenaar (1837–1902) - Albert Dagnaux (1861–1933) - Édouard Joseph Dantan (1848–1897) - Gabriel Davioud (1823–1881) - Olivier Debré (1920–1999) - Jean-Baptiste Debret (1768–1848) - Eugène Delacroix (1816–1863) - Jacques Charles Delahaye (1928–2010) - Charles Dufresne (1876–1938) - Raoul Dufy (1877–1953) - Hans Eggimann (1872–1929) | - Robert Estermann (* 1970) - Émile-Othon Friesz (1879–1949) - Émile Gilioli (1911–1977) - Georges Gimel (1898–1962) - Hubert de Givenchy (1927) - Jacques Gréber (1882–1962) - Hack Kampmann (1856–1920) - Emmanuel Hannaux (1855–1934) - Per Hasselberg (1850–1894) - Emil Hünten (1827–1902) - Jean-Auguste-Dominique Ingres (1799–1867) - Eugène-Nestor de Kermadec (1899–1976) - Eugène Klinckenberg (1858–1942) - Charles de La Fosse (1636–1716) - Achille Laugé (1861–1944) - Henri Leeuw sr. (1819–1909) - Detlef Lienau (1818–1887) - Robert Lindneux (1871–1970) - Morice Lipsi (1898–1986) - Maurice Loutreuil (1885–1925) - Aristide Maillol (1861–1944) - Théodore Marx (* 1932) - Emmanuel Louis Masqueray (1861–1917) | - Henri Matisse (1869–1954) - Jean Messagier (1920–1999) - Mario Pani Darqui (1911–1993) - Christian de Portzamparc (* 1944) - Léon Printemps (1871–1945) - Xavier Prou aka Blek le Rat (* 1951) - Kurt Regschek (1923–2005) - Rodo (1863–1913) - Georges Rohner (1913–2000) - Mathilde Rosier (* 1973) - Ker-Xavier Roussel (1867–1944) - Pierre Roy (1880–1950) - Reuven Rubin (1893–1974) - Hubert Schumacher (1896–1961) - André Dunoyer de Segonzac (1884–1974) - Amrita Sher-Gil (1913–1941) - Hugo Siegwart (1865–1938) - James Tissot (1836–1902) - Clovis Trouille (1889–1975) - Johann Peter Weyer (1794–1864) - Charles Yriarte (1832–1898) - Takis Zenetos (1926–1977) |